# Gerichtsmarterl

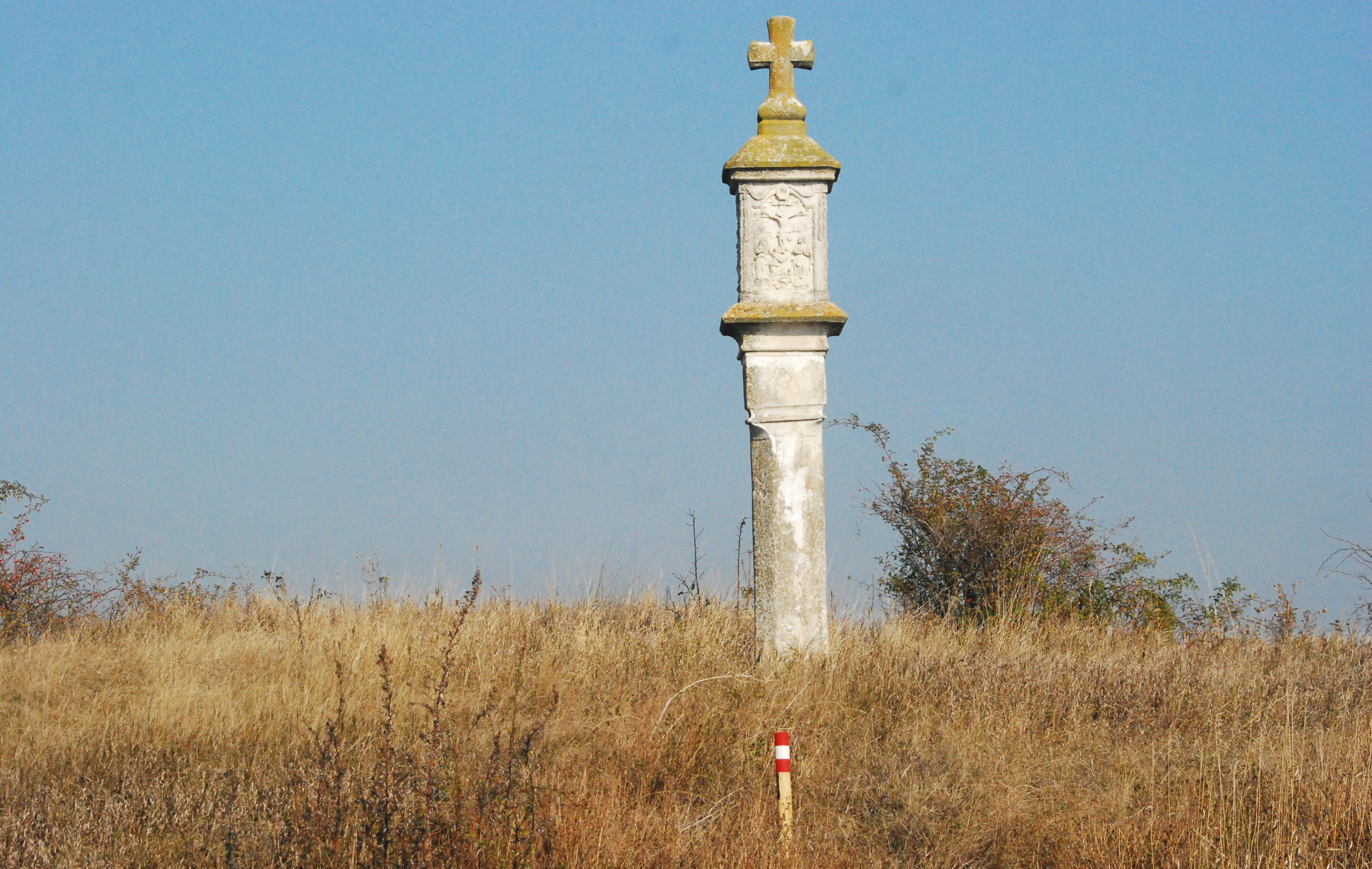
Gerichtsmarterl zwischen Eggenburg und Schrattenthal

Das Gerichtsmarterl auf dem Gemeindegebiet der Stadt Pulkau in Niederösterreich steht unter Denkmalschutz (Listeneintrag).

## Geschichte
Das Gerichtsmarterl steht rund 100 Meter westlich der ehemaligen Bundesstraße 35 auf der kleinen Anhöhe des Galgenberges. Hier, wo früher die Herrschaften von Pulkau und Schrattenthal aneinandergrenzten, wurden die Rechtsgeschäfte der beiden Herrschaften ausverhandelt. Bis etwa 1850 stand hier auch ein Galgen.
Das Alter lässt sich nicht belegen. Es wird jedoch vermutet, dass das Gerichtsmarterl mit dem zum Teil abgefasten spätgotischen Pfeiler und spätbarockem Aufsatz seit dem 16. Jahrhundert ein früher hier bestandenes Rotes Kreuz aus Holz ersetzte.

## Beschreibung
Die drei Reliefs am Tabernakel, dessen untere Kehlung spätgotischen Stil zeigt und mit der Pfeilerausführung ident ist, gelten als die kunstvollsten in der Region.
| Darstellung | Beschreibung | Bild |
| ----------- | --- | ---- |
| Relief 1    | Die dargestellte Ölbergszene zeigt Jesus Christus am Kreuz, Maria, Maria Magdalena und Johannes. Umrahmt ist das Bild mit einem Perlstabmuster und am oberen Rand findet sich zusätzlich ein Kapernmotiv.                                                  |      |
| Relief 2    | Dargestellt werden die heiligen Donatus und Johannes. Umrahmt ist das Bild mit einem Perlstabmuster. An den beiden Seiten werden Säulen mit Rosenmotiven dargestellt. Die Rosen gelten als Hinweis darauf, dass beide Heilige als Märtyrer gestorben sind. |      |
| Relief 3    | Dargestellt werden vermutlich die heiligen Paulus und Johannes in römischen Uniformen. Paulus hält eine Lanze in der Hand und Johannes hat die Hände zum Gebet gefaltet. Beide blicken zum Himmel, wo ein Blitz dargestellt ist.                           |      |

Die vierte Seite des Tabernakels besitzt nur eine leere Bildnische.